# Mbato
El mbato (o goaa, gwa, m'bato, mbatto, mgbato, n-batto, nglwa, ogwia o potu) és la llengua kwa pròpia dels gwes, que viuen al sud-est de Costa d'Ivori, a la regió de Comoé Meridional. Hi ha entre 25.000 (1988), 38.000 (joshuaproject) i 40.000 gwes. El seu codi ISO 639-3 és gwa i el seu codi al glottolog és mbat1247.

## Família lingüística i classificació
El nom va ser introduït el 1885 per Krause (autor i filòsof alemany) i utilitzat per Westermann (africanista, lingüista i missioner alemany). Segons Westermann, el mot kwa deriva de la paraula “gent”, de molts dels idiomes d'aquesta rama, ja que conté l'arrel kwa. Greenberg (lingüista) va dividir el grup kwa en vuit subgrups, alguns dels quals avui no es consideren part de la família. La classificació moderna es realitza principalment basant-se en criteris lexico-estadístics.
Segons la classificació lingüística de l'ethnologue, l'ebrié i l'mbato són les dues llengües que conformen el subgrup lingüístic de les llengües potous que són llengües potou-tanos, que formen part de les llengües nyos, que formen part de la família lingüística de les llengües kwa, que formen part de la gran família de les llengües nigerocongoleses. Segons el glottolog, juntament amb l'ebrié conformen les llengües potous, que formen part de les llengües potou-tanos.

## Geolingüística i pobles veïns
El territori mbato està situat a la subprefectura de Petit Alépé, al districte d'Abidjan i a la riba oriental del riu Comoé, a la regió de Comoé Meridional. Aquest territori està situat al nord de Grand-Bassam, a l'oest de Bonoua, al sud d'Alépé i a l'est del Bosc de la Nguechie.
Segons el mapa lingüístic de Costa d'Ivori, els gwes limiten amb els abures, a l'est; amb els attiés al nord i amb els ebriés i els betis, a l'oest.

## Sociolingüística, estatus i ús de la llengua
El mbato és una llengua vigorosa; tot i que no està estandarditzada, és utilitzada en la comunicació entre persones de totes les generacions i la seva situació és sostenible Menys de l'1% dels gwes aprenen el mbato com a primera llengua i entre el 25 i el 50% l'aprenen com a segona llengua. El mbato també és utilitzat com a segona llengua pels betis. Els gwes també parlen l'anyin i l'attié.

## Gramàtica
•L'ordre dels constituents del mbatto és SVO.
•El sistema de pronoms personals és el següent:
- -m primera persona del singular
- -f segona persona
- -n tercera persona
- r primera persona del plural

Mèti Jo
Fèti Tu
Nèti Ell/ella
Rèti Nosaltres
Fètíní Vosaltres
Nètíní Ells/elles

## Sistema verbal
Els verbs generalment consten d'un o més sufixes flexius. És possible que aquests sufixes es remuntin a les llengües del Níger-Congo, ja que no sembla probable que la seva aparició esporàdica en diverses rames es degui a un préstec lingüístic. En la llengua Mbatto, els afixos nominals són escassos, tot i així, el verb inclou inflexió verbal. La inflexió verbal en llengües kwa no es fa només mitjançant afixes, sinó que també es poden realitzar mitjançant el to. Per exemple, la diferència entre la forma de perfet i imperfet o la d'afirmatiu i negatiu, es realitzen amb to.
| Afirmatiu (Perfet) | Negatiu (Perfet)      |
| ------------------ | --------------------- |
| ū-dzí (hem menjat) | úū-dzí (no hem menja) |
| ù-dzí (menjàvem)   | ūù-dzí (no menjaem)   |

## Sistema numeral
| nombre | nombre en mbatoo |
| ------ | ---------------- |
| 1      | *kʷo/*-lɪ        |
| 2      | *-ʋ̃ia            |
| 3      | *-tãi/ (<*ɗãnti) |
| 4      | *-nã             |
| 5      | *-tã/ *-nũ       |
| 6      | ?                |
| 7      | ?                |
| 8      | ?                |
| 9      | ?                |
| 10     | *-wo             |